# Bayandur
Bayandur (en arménien Բայանդուր) est une communauté rurale du marz de Shirak en Arménie. En 2008, elle compte 703 habitants.